# Vlašská (Praha)
Vlašská ulice v Praze spojuje ulici Tržiště a cestu Raoula Wallenberga. Nachází se na Malé Straně v městské části Praha 1. V ulici jsou významné historické stavby, např. Lobkovický palác (sídlo německého velvyslanectví) a Schönbornský palác (velvyslanectví USA a Irska).

## Historie a názvy
Okolí ulice ve 13. století bylo součástí osady Obora. V polovině 16. století přišli do Prahy Italové (Vlaši) a v roce 1573 zde vznikla Vlašská kongregace.

## Budovy, firmy a instituce
- Schönbornský palác – nárožní budova čp. 365 na adrese Vlašská 1 a Tržiště 15, Velvyslanectví Spojených států amerických[2] a Irska
- Lobkovický palác – Vlašská čp. 347/19, velvyslanectví Spolkové republiky Německo[3]
- Dům U Velkého střevíce (dům U Velké boty), Vlašská čp. 333/30, zde v letech 1857–1867 bydlel Karel Jaromír Erben.
- Nemocnice (špitál) Milosrdných sester při kostele svatého Karla Boromejského – Vlašská 36[4]
- Vlašský špitál s kaplí Panny Marie a svatého Karla Boromejského